# Jacek Rotmil
Jacek Rotmil (ur. 24 listopada 1888 w Petersburgu, zm. 26 lipca 1944 w Warszawie) – pochodzący z Rosji niemiecki i polski inżynier, scenograf filmów międzywojennych.

## Życiorys
Rotmil był z wykształcenia architektem. Współpracę z branżą filmową rozpoczął w Berlinie tuż po I wojnie światowej. Dla wytwórni niemieckich pracował jako Jacques (lub Jack) Rotmil. Tworzył scenografię m.in. do znanych filmów Die Königin des Weltbades (1926) i Die blaue Maus (1928).
Z powodu żydowskiego pochodzenia po przejęciu władzy przez nazistów przeniósł się na stałe do Polski. Z inż. Stefanem Norrisem założył firmę, która zmonopolizowała polski rynek dekoracji filmowej.
W okresie międzywojennym pracował przy ponad 170 filmach niemieckich i polskich. W wielu z nich był także dyrektorem artystycznym.
W czasach okupacji ukrywał się. Aresztowany, został rozstrzelany przez Niemców w ruinach warszawskiego getta.
Stanisław Janicki nakręcił o nim w 2013 film dokumentalny Scenograf rekordzista – Jacek Rotmil.

## Filmografia
Był twórcą scenografii w następujących filmach:

1919 
- Der Bastard (jako Jacques Rotmil)

1920 
- Durch Seligkeit und Sünden

1921 
- Uroda życia
- Betrogene Betrüger
- Im Banne der Kralle

1922
- Monna Vanna
- Praschnas Geheimnis

1923 
- Das goldene Haar
- Das Milliardensouper

1924 
- Colibri (jako Jacques Rotmil)

1925
- Das Herz am Rhein
- Die vom Niederrhein, 2. Teil
- Im Krug zum grünen Kranze
- Der Bastard
- Die vom Niederrhein
- Niniche

1926 
- Die Fahrt ins Glück
- Vater werden ist nicht schwer... (jako Jacques Rotmil)
- Die Königin des Weltbades (jako Jacques Rotmil)
- Der lachende Ehemann
- Die keusche Susanne
- Die geschiedene Frau (jako Jacques Rotmil)
- Wien, wie es weint und lacht (jako Jacques Rotmil)
- Familie Schimeck – Wiener Herzen
- Der Abenteurer (jako Jacques Rotmil)
- Die Gesunkenen
- Die da unten
- Das Mädchen aus der Fremde
- Der größte Gauner des Jahrhunderts (jako Jacques Rotmil)

1927
- Eheferien
- Der Orlow (jako Jacques Rotmil)
- Liebesreigen (jako Jack Rotmil)
- Liebelei (jako Jacques Rotmil)
- Der Fürst von Pappenheim (jako Jacques Rotmil)
- Ich habe im Mai von der Liebe geträumt (jako Jacques Rotmil)
- Ein rheinisches Mädchen beim rheinischen Wein (jako Jacques Rotmil)
- Die tolle Lola (jako Jacques Rotmil)
- Das Fürstenkind (jako Jacques Rotmil)
- Die Bräutigame der Babette Bomberling (jako Jacques Rotmil)
- Stolzenfels am Rhein (jako Jacques Rotmil)
- Faschingszauber (jako Jacques Rotmil)

1928 
- Die blaue Maus (jako Jacques Rotmil)
- Schneeschuhbanditen (jako Jacques Rotmil)
- Die Yacht der sieben Sünden (jako Jack Rotmil)
- Vom Täter fehlt jede Spur (jako Jacques Rotmil)
- Der Tanzstudent (jako Jacques Rotmil)
- Die geheime Macht (jako Jacques Rotmil)
- Du sollst nicht stehlen
- Die Leibeigenen (jako Jacques Rotmil)

1929 
- Die lustigen Vagabunden (jako Jack Rotmil)
- Wenn du einmal dein Herz verschenkst (jako Jacques Rotmil)
- Schwarzwaldmädel (jako Jacques Rotmil)
- Der Sträfling aus Stambul (jako Jacques Rotmil)
- Adieu Mascotte (jako Jacques Rotmil)
- S.O.S. Schiff in Not (jako Jacques Rotmil)
- Ihr dunkler Punkt (jako Jacques Rotmil)

1930
- Das alte Lied
- Die Csikosbaroneß
- Das Donkosakenlied (jako Jack Rotmil)
- Phantome des Glücks (jako Jack Rotmil)
- Na Sybir

1931 
- Der Draufgänger (jako Jack Rotmil)
- Der Herr Bürovorsteher
- Reserve hat Ruh
- Die Faschingsfee (jako Jack Rotmil)
- Die Försterchristl (jako Jacques Rotmil)

1932
- Lügen auf Rügen
- Es war einmal ein Walzer

1933
- Zabawka
- Wyrok życia
- Szpieg w masce
- Prokurator Alicja Horn
- Dzieje grzechu

1934
- Śluby ułańskie
- Młody las
- Kocha, lubi, szanuje
- Czy Lucyna to dziewczyna?
- Czarna perła
- Córka generała Pankratowa
- Co mój mąż robi w nocy…

1935
- Wacuś
- Rapsodia Bałtyku
- Panienka z poste restante
- Manewry miłosne
- Kochaj tylko mnie
- Jaśnie pan szofer
- Dzień wielkiej przygody
- Dwie Joasie
- Antek policmajster
- ABC miłości

1936
- Wierna rzeka
- Trędowata
- Tajemnica panny Brinx
- Straszny dwór
- Róża
- Papa się żeni
- Pan Twardowski
- Jego wielka miłość
- Fredek uszczęśliwia świat
- Dwa dni w raju
- Dodek na froncie
- Bolek i Lolek
- Bohaterowie Sybiru
- Będzie lepiej
- Barbara Radziwiłłówna
- Amerykańska awantura
- Ada! To nie wypada!
- 30 karatów szczęścia

1937
- Znachor
- Ułan księcia Józefa
- Ty, co w Ostrej świecisz Bramie
- Trójka hultajska
- Ślubowanie
- Skłamałam
- Piętro wyżej
- Pani minister tańczy
- Ordynat Michorowski
- Niedorajda
- Książątko
- Halka
- Dziewczęta z Nowolipek
- Dybuk

1938
- Zapomniana melodia
- Za winy niepopełnione
- Wrzos
- Strachy
- Serce matki
- Robert i Bertrand
- Profesor Wilczur
- Ostatnia brygada
- Mateczka
- List do matki
- Królowa przedmieścia
- Kościuszko pod Racławicami
- Kobiety nad przepaścią
- Granica
- Gehenna
- Florian
- Dziewczyna szuka miłości
- Druga młodość

1939
- Żołnierz królowej Madagaskaru
- Kłamstwo Krystyny
- Ja tu rządzę
- Doktór Murek
- Czarne diamenty
- Bogurodzica